# Harmannus Gaaikema

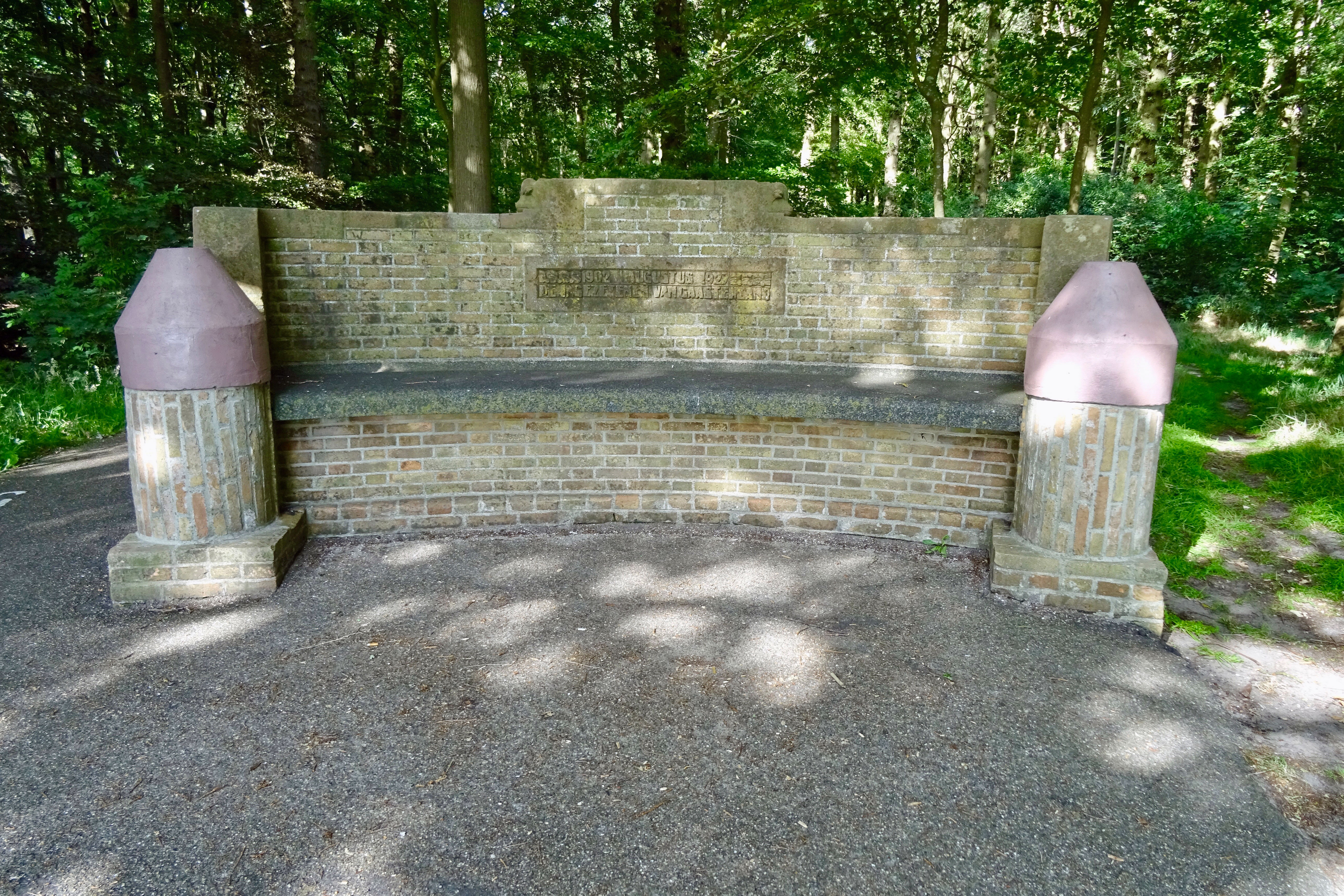
De Gaaikemabank in het Jolderenbos

Harmannus Gaaikema (De Waard, gemeente Grijpskerk, 8 maart 1866 - Zeist, 4 juli 1942) was een Nederlandse burgemeester.

## Leven en werk
Gaaikema werd in 1866 in De Waard in de gemeente Grijpskerk geboren als zoon van Luurt Gaaikema en van Jantje Buining. Na zijn gymnasiumopleiding begon Gaaikema in 1885 zijn loopbaan als volontair op de gemeentesecretarie van Grootegast. In 1889 trad hij in dienst bij de Overijsselse gemeente Losser. In 1893 werd hij benoemd tot burgemeester van Noordbroek in de provincie Groningen en drie jaar later tot burgemeester van Aduard. In 1902 volgde zijn benoeming tot burgemeester van het Friese Gaasterland. Hier was hij het grootste gedeelte van zijn loopbaan werkzaam. In 1934 kreeg hij vanwege zijn slechte gezondheid op zijn verzoek eervol ontslag als burgemeester.
Gaaikema trouwde op 19 juli 1898 te Winschoten met Harmina Fokelina Niemeijer. Hij overleed in juli 1942 op 76-jarige leeftijd in Zeist. Gaaikema was in 1926 benoemd tot Ridder in de Orde van Oranje-Nassau. In Balk hoofdplaats van de voormalige gemeente Gaasterland is de Gaaikemastraat naar hem genoemd. In het Jolderenbos bij Oudemirdum staat de Gaaikemabank, die hem door de bevolking van Gaasterland werd geschonken toen hij 25 jaar burgemeester van deze gemeente was.